# O'Leary (Île-du-Prince-Édouard)
Pour les articles homonymes, voir O'Leary.
O'Leary est une ville canadienne de l'Île-du-Prince-Édouard, située dans le comté de Prince, au sud-ouest de Tignish.

## Histoire
O’Leary est fondé à la fin du XVIIIe siècle, dans la foulée de la création du chemin de fer du comté de Prince, dont elle devient un centre de services, ce qui amène des commerçants et des entreprises à s'y établir.

## Démographie
O'Leary fut incorporé comme village en 1951. Pour Statistique Canada, il entre dans le lot 6.
| 2001 | 2006 | 2011 | 2016 |
| ---- | ---- | ---- | ---- |
| 860  | 861  | 812  | 815  |

## Économie
L'économie de la communauté est reliée à la culture de la pomme de terre et est le domicile du musée de la pomme de terre de l'IPE.

## Climat
| Mois                              | jan.  | fév.  | mars | avril | mai  | juin | jui.  | août | sep. | oct.  | nov.  | déc.  | année   |
| --------------------------------- | ----- | ----- | ---- | ----- | ---- | ---- | ----- | ---- | ---- | ----- | ----- | ----- | ------- |
| Température minimale moyenne (°C) | −12,7 | −12,2 | −7   | −1,2  | 4,3  | 9,8  | 13,8  | 13,6 | 9,5  | 4,1   | −0,9  | −7,9  | 1,1     |
| Température moyenne (°C)          | −8,6  | −8    | −3,2 | 2,6   | 9,3  | 14,9 | 18,5  | 18,2 | 13,8 | 7,8   | 2,1   | −4,6  | 5,2     |
| Température maximale moyenne (°C) | −4,4  | −3,8  | 0,6  | 6,5   | 14,3 | 19,8 | 23,2  | 22,8 | 18   | 11,4  | 5,1   | −1,2  | 9,4     |
| Précipitations (mm)               | 97,1  | 78,3  | 89,4 | 85,2  | 95,6 | 82,6 | 100,1 | 84,9 | 99,7 | 107,9 | 110,2 | 109,7 | 1 140,7 |
| dont pluie (mm)                   | 33,3  | 26    | 35,5 | 58,4  | 93,1 | 82,6 | 100,1 | 84,9 | 99,7 | 105,9 | 88,8  | 51,5  | 859,7   |
| dont neige (cm)                   | 63,8  | 52,3  | 54   | 26,9  | 2,5  | 0    | 0     | 0    | 0    | 2     | 21,4  | 58,2  | 281     |